# Leticia Brédice
Leticia Marcela Brédice (Buenos Aires, 26 de julho de 1972) é uma atriz e cantora argentina.

## Filmografia

### TV/Cinema
- Mis amigos de siempre (2014)
- Tetro (2009)
- Mujeres asesinas (2006)
- La suerte está echada (2005)
- Ay Juancito (2004)
- Locas de amor (2004)
- El día que me amen (2003)
- ¿Sabés nadar? (2002)
- Kamchatka (2002)
- En la ciudad sin límites (2002)
- Muertos de Amor (2002)
- La mujer de mi vida (2001)
- 22, El Loco (2001)
- Nueve reinas (2000)
- Almejas y mejillones (2000)
- Tiempofinal (2000)
- Plata quemada (2000) .
- Cóndor Crux, la leyenda (2000)
- Cómplices (1998)
- Cenizas del paraíso (1997)
- Sin Querer (1997)
- Anni ribelli (1996)
- De Poeta y de loco (1996)
- Alta Comedia (1996)
- La hermana mayor (1995)
- Vivo con un fantasma (1993)
- La peste (1992)